# 앤드루 부잘스키
앤드루 부잘스키(Andrew Bujalski, 1977년 4월 29일 ~ )는 미국의 영화 감독, 각본가, 배우이다.

## 작품 목록
- 퍼니 하 하 (2002)
- 뮤추얼 어프리시에이션 (2005)
- Peoples House (2007, 단편)
- 밀랍 (2009)
- 컴퓨터 체스 (2013)
- 피트니스 스캔들 (2015)
- 그녀들을 도와줘 (2018)